# جون إي. مايلز
جون إي. مايلز (بالإنجليزية: John E. Miles) هو شخصية أعمال ومُحرِّر وسياسي أمريكي، ولد في 28 يوليو 1884 في مورفريسبورو في الولايات المتحدة، وتوفي في 7 أكتوبر 1971 في سانتا فيه في الولايات المتحدة. حزبياً، نشط في الحزب الديمقراطي.

## مناصب
- انتخب بيروقراطي.
- انتخب أمين عام  [لغات أخرى]‏.
- انتخب مدير ( – 1934).
- انتخب مدير (1951 – 1952).
- انتخب رئيس مجلس الإدارة (1959 – 1960).
- انتخب رئيس مجلس الإدارة (1961 – 1964).
- انتخب New Mexico Commissioner of Public Lands [الإنجليزية]‏ (1945 – 1948).
- انتخب رئيس مجلس الإدارة (1943 – 1945).
- انتخب مندوب [الإنجليزية]‏ (1936 – ).
- انتخب مدير مكتب البريد (1917 – 1920).
- انتخب عضو  [لغات أخرى]‏ (1918 – 1921).
- انتخب حاكم نيومكسيكو [الإنجليزية]‏ (1939 – 1943).
- انتخب عضو مجلس النواب الأمريكي (3 يناير 1949 – 3 يناير 1951).